# Yves Guyot
Yves Guyot (Dinan, 1843. szeptember 6. – Párizs, 1928. február 22.) francia radikális politikus, közgazdász, újságíró.

## Élete
Párizsban jogot végzett és azután hírlapíró lett, előbb Nîmes-ben, majd pedig a párizsi Rappelnél dolgozott. 1864-től 1884-ig a párizsi községi tanácsnak volt tagja, 1885-ben Párizsban képviselőnek választották, mely állásban különösen Émile de Marcère belügyminiszter ellen kelt ki. 1889 februárjában Pierre Tirard kormányában a közmunkák minisztere lett és a Freycinet-kormányban is megtartotta tárcáját, 1892. február 18-án azonban az egész kabinettel visszalépett. Az 1893 augusztusi választásokban régi párizsi kerületében a szélső szocialisták megbuktatták és azóta sem jutott mandátumhoz. A Panama-társulat ellen indított perben mint tanú szerepelt. Támogatta az egyház és az állam különválasztását.

## Művei

### Radikális és szocialista irányú munkái
- Études sur les doctrines sociales du christianisme (2. kiad. 1881)
- Préjugés politiques (1873)
- Histoire des prolétaires (I. 1873)
- La science économique (2. kiad. 1887)
- L'enfer social (1882)
- La prostitution (1881)
- La morale (1883)
- La police (1883)
- Lettres sur la politique coloniale (1887)
- L'impôt sur le revenu (1887)
- La tyrannie du socialisme
- Les principes de 1789 et le socialisme (Párizs, 1894)

### Regényei
- Un fou (1884)
- Un drôle (1885)

## Magyarul
- A szabadkereskedelem ábécéje; ford. Balassa József; Cobden Szövetség, Bp., 1925 (Cobden-könyvtár)
- A nemzetközi szabadkereskedelemről; Cobden Szövetség, Bp., 1933 (Cobden-könyvtár)